# Lepidium virginicum
Lepidium virginicum, Perejil de la tierra, o Lentejilla es una planta anual o bienal perteneciente a la familia Brassicaceae. En Cuba se le conoce como Mastuerzo o Sabelección. En México, entre los muchos nombres que se le dan están: Lentejilla de campo, Lentejuela, Astuerzo y Chilillo.

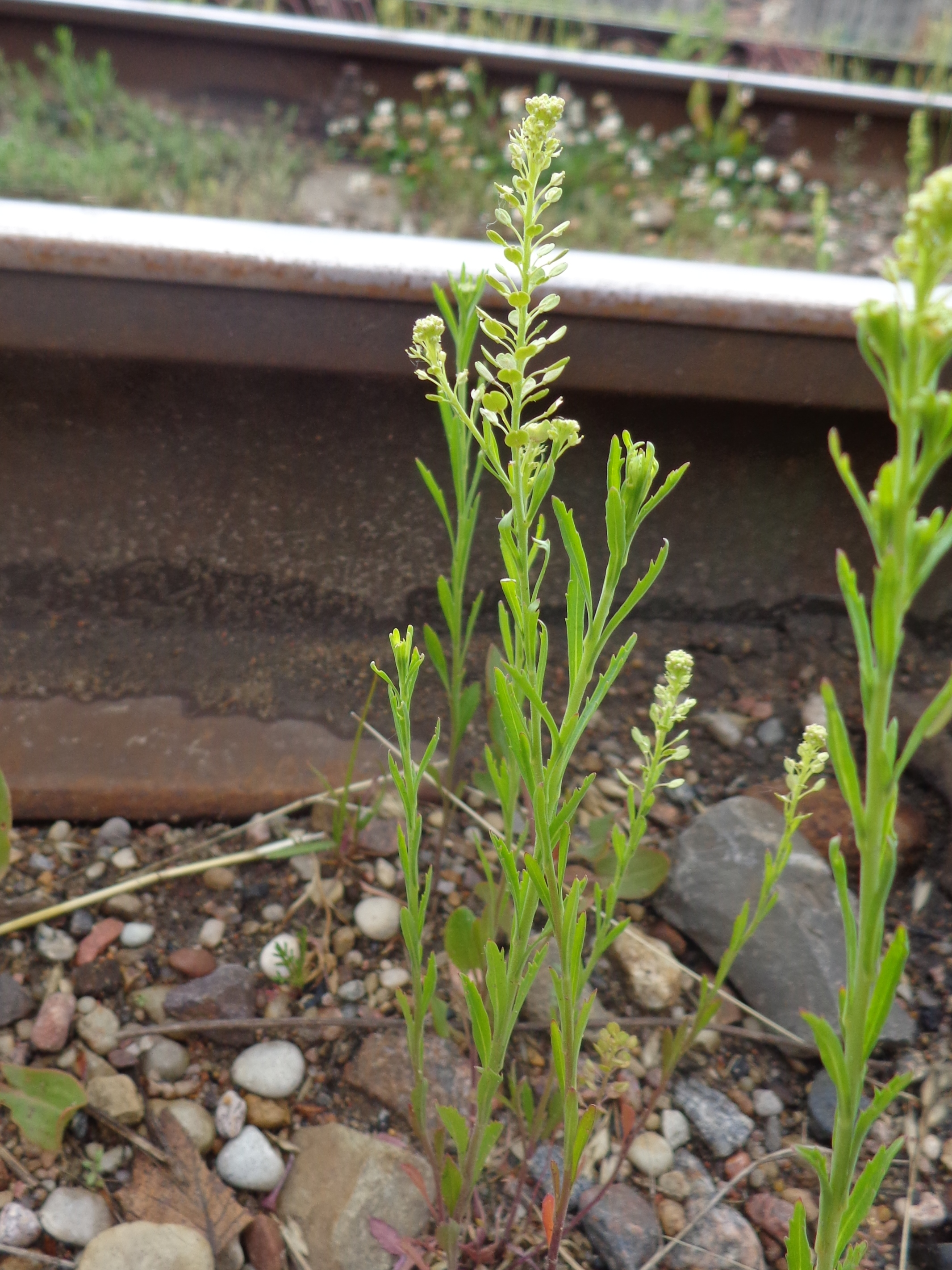
Vista de la planta

## Descripción
Nativo de América del Norte, desde Canadá hasta Centroamérica y las Antillas. Como con Lepidium campestre, el perejil de la tierra tiene sus características más identificables en sus racimos que vienen en las ramas muy densas. Los racimos dan a la planta la apariencia de un limpia botellas [1]. Sobre los racimos están las primeras flores blancas pequeñas, y más tarde las semillas verdosas. La planta alcanza los 10-50 cm de altura. 
Las hojas de los tallos son sésiles, lineales o lanceoladas y más grandes cuanto más cerca de la base.

## Hábitat
Se cultiva varias cosechas y se encuentran en bordes de carreteras, tierras baldías e incultas. Prefiere tierras drenadas y soleadas.

## Propiedades
- Las hojas tiernas pueden hervirse por diez minutos o comerse en ensaladas.
- Se recomienda como diurético para la disolución de cálculos urinarios y como depurativo en casos de reumatismo.
- Las semillas se usan como sustituto de la pimienta negra.
- Las hojas contienen proteínas, vitamina A y Vitamina C.

## Taxonomía
El género fue descrito por Carlos Linneo y publicado en Species Plantarum 2: 645. 1753.
Sinonimia
- Clypeola caroliniana Walter
- Conocardamum virginicum (L.) Webb
- Crucifera virginica (L.) E.H.L.Krause
- Cynocardamum virginicum Webb & Berthel.
- Dileptium diffusum Raf.
- Dileptium precox Raf.
- Dileptium virginicum (L.) Raf.
- Iberis virginica (L.) Fisch. & C.A.Mey.
- Lepidium arcuatum DC.
- Lepidium danielsii C.L.Hitchc.
- Lepidium diandrum Medik.
- Lepidium exiguiflorum Clairv.
- Lepidium horstii Johow ex Skottsb.
- Lepidium iberis L.
- Lepidium majus Darracq
- Lepidium micropterum Miq.
- Lepidium praecox DC.
- Nasturtiastrum virginicum (L.) Gillet & Magne
- Nasturtium diandrum Moench
- Nasturtium majus Kuntze
- Nasturtium virginicum (L.) Kuntze
- Senebiera mexicana Hook. & Arn.
- Thlaspi virginianum Poir.
- Thlaspi virginicum (L.) Cav.[2]

## Nombres comunes
- perejil de tierra, lentejilla, lentejuela, astuerzo, mastuerzo, mastuerzo menor, mastuerzo silvestre, mastuerzo de Venezuela.[3]